# مونته‌رئاله
مونته‌رئاله (به ایتالیایی: Montereale) یک کومونه در ایتالیا است که در استان لاکویلا واقع شده‌است. مونته‌رئاله ۱۰۴٫۴۴ کیلومتر مربع مساحت و ۲٬۸۰۳ نفر جمعیت دارد و ۹۴۵ متر بالاتر از سطح دریا واقع شده‌است.